# نسبت نیروی گازگرفتن جانواران

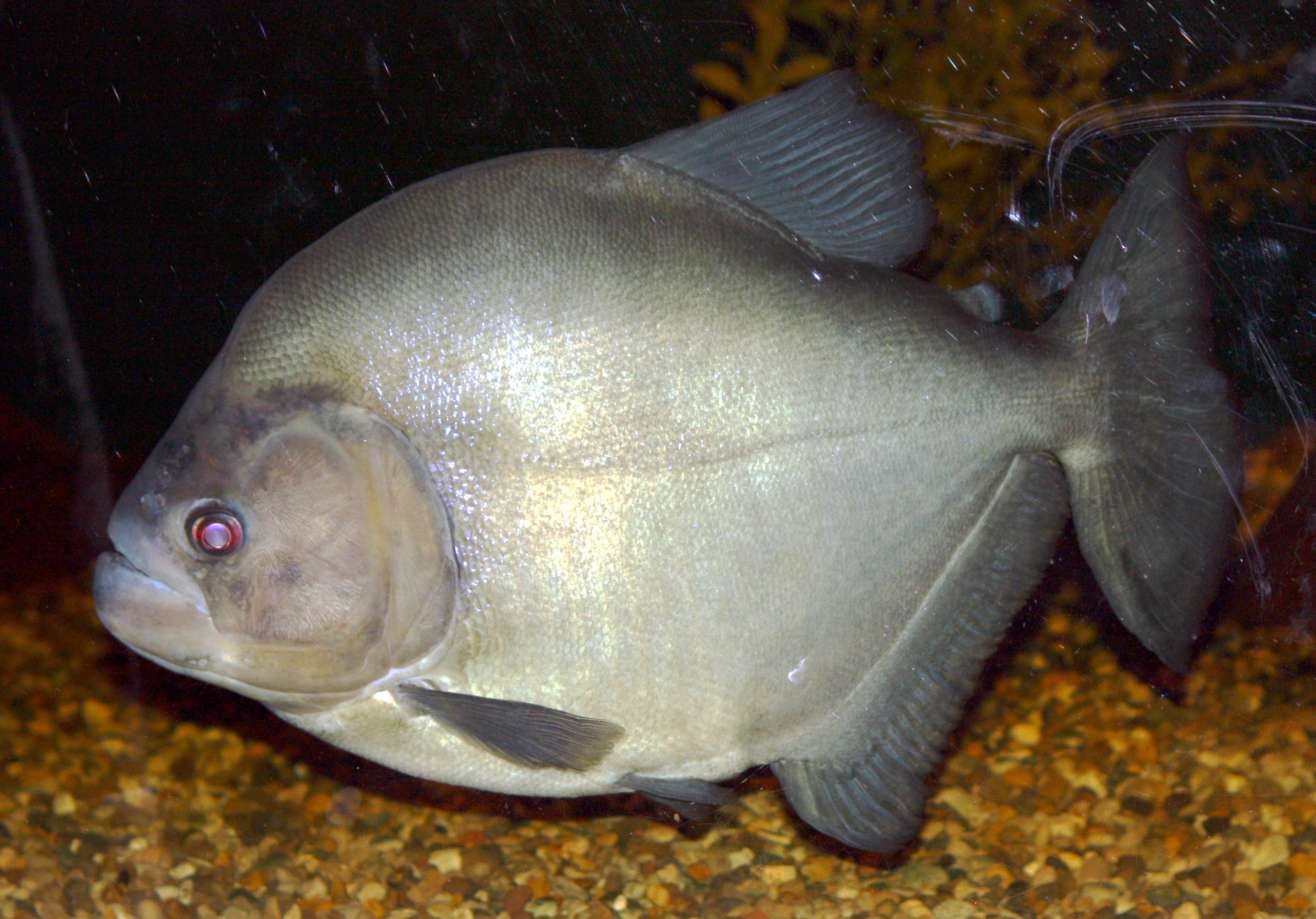
شاخص بالای BFQ در ماهی پیرانای سیاه (Serrasalmus rhombeus)، ناشی از عضلات فک قدرتمند و سازگاری‌های بیومکانیکی، گازگرفتگی فوق‌العاده قوی این ماهی استخوانی کوچک را تأیید می‌کند.

نسبت نیروی گاز گرفتن جانوران (به انگلیسی: Bite Force Quotient (BFQ)) نسبت نیروی گازگرفتن یک جانور بر حسب نیوتون به وزن جانور بر حسب کیلوگرم است.

## نسبت نیروی گاز گرفتن در جانوران گوشت‌خوار
| Animal            | BFQ |
| ----------------- | --- |
| شیطان تاسمانی     | ۱۸۱ |
| کوئول دم‌خالدار    | ۱۷۹ |
| راسوی کوچک        | ۱۶۴ |
| باریک‌خرس شمالی    | ۱۶۲ |
| خرس آفتاب         | ۱۶۰ |
| سگ وحشی آفریقایی  | ۱۴۲ |
| جگوار             | ۱۳۷ |
| پلنگ ابری         | ۱۳۷ |
| گربه شنی          | ۱۳۶ |
| گرگ               | ۱۳۶ |
| سگ وحشی آسیایی    | ۱۳۲ |
| ببر               | ۱۲۷ |
| دینگو             | ۱۲۵ |
| یوزپلنگ           | ۱۱۹ |
| کفتار خال‌دار      | ۱۱۷ |
| سگ                | ۱۱۷ |
| کفتار قهوه‌ای      | ۱۱۳ |
| رودک (جانور)      | ۱۰۹ |
| شیر کوهی          | ۱۰۸ |
| شیر (گربه‌سان)     | ۱۱۲ |
| Singing dog       | ۱۰۰ |
| روباه قطبی        | ۹۷  |
| پلنگ              | ۹۴  |
| روباه سرخ         | ۹۲  |
| کایوت             | ۸۸  |
| روباه خاکستری     | ۸۰  |
| خرس قهوه‌ای        | ۷۸  |
| گرگ خاکی          | ۷۷  |
| جگواروندی         | ۷۵  |
| خرس سیاه آمریکایی | ۶۴  |
| گربه              | ۵۸  |
| مشکین‌گربه دماغه   | ۴۸  |
| خرس سیاه آسیایی   | ۴۴  |

منابع جدول (مگر اینکه در غیر این صورت اعلام شده):